# Lorenzo Gallosti
Lorenzo Gallosti (Trento, 26 settembre 1990) è un pallavolista italiano.
Gioca nel ruolo di libero.

## Carriera
Iniziò la sua carriera pallavolistica nel 2002 nel C9 Arco Riva, squadra della parte meridionale del Trentino, militando prima nel campionato di Serie D e poi in quello di Serie C. Durante la permanenza in questa squadra si cimentò nei ruoli di schiacciatore-laterale e palleggiatore.
Nel 2006 approdò nelle giovanili della Trentino Volley, dove decise di dedicarsi totalmente al ruolo di libero. Per la stagione 2009-2010 venne inserito in prima squadra, dove fu il secondo libero, alle spalle di Andrea Bari. Durante la stagione vinse la Coppa del Mondo per club FIVB, la Coppa Italia e la Champions League.
Nel 2010 si trasferì, con la formula del prestito, al Volley Segrate 1978, formazione militante in Serie A2, mentre l'anno successivo si trasferì nel GSR Costa Ravenna, sempre in prestito.

## Palmarès
- Coppa Italia: 1

2009-10
- Campionato mondiale per club: 1

2009
- Champions League: 1

2009-10